# إليانور ديفيس
إليانور ديفيس (بالإنجليزية: Eleanor Davis) هي رسامة توضيحية أمريكية، ولدت في 16 يناير 1983 في توسان في الولايات المتحدة.

## وصلات خارجية
- الموقع الرسمي